# Lille Claus og Store Claus
 For alternative betydninger, se Lille Claus og store Claus. (Se også artikler, som begynder med Lille Claus og store Claus)
Lille Claus og Store Claus er en dansk animationsfilm fra 1930 med ukendt instruktør.
Filmen er baseret på H.C. Andersens fortælling af samme navn. 